# Trichopoda pennipes
Trichopoda pennipes je zajedavska muha iz družine muh goseničark (Tachinidae), ki je razširjena tudi v Sloveniji.
Ličinke teh muh so parazitoidi nekaterih vrst polkrilcev, med katerimi so usnjate in ščitaste stenice. Zaradi tega ponekod to vrsto muh načrtno gojijo za biološki nadzor škodljivcev. Vrsta izvira iz Severne in Južne Amerike, od koder so jo zanesli v Evropo.

## Morfologija
T. pennipes je velika kot hišna muha in ima črno glavo z velikimi rjavimi sestavljenimi očmi. Oprsje je črne barve, zadek pa svetlo oranžen. Krila so siva in imajo dobro vidne žile, noge so črne, na spodnjem delu pa rumene. Na zadnjih nogah ima ta vrsta značilno »ščetko«, sestavljeno iz črnih dlačic. Samci imajo na krilih temno pego, samice pa temno konico zadka.

## Življenjski krog
Trichopoda pennipes se pojavi pozno spomladi ali na začetku poletja in se hrani na cvetlicah z nektarjem. Med preletavanjem travnikov išče tudi gostitelje, na katere kasneje odloži majhna, bledo obarvana ovalna jajčeca. Larve se po izvalitvi zavrtajo v trup gostitelja, v vsakem pa preživi le ena. Larva se do zadnje faze hrani z notranjimi organi gostitelja, nato pa se izkoplje iz njegovega trupla in se zabubi v zemlji. Po dveh tednih se iz bube razvije odrasla muha, ki se tako začne pariti. Vsako sezono se muhe pojavljajo v treh generacijah, zimo pa preživijo v drugem stadiju v telesu prezimujočih gostiteljev.

## Biološki nadzor škodljivcev
Trichopoda pennipes najpogosteje zajeda stenice zelene smrdljivke, ki velja za škodljivca stročnic in drugih kulturnih rastlin. Ta je poznana predvsem zaradi izločka neprijetnega vonja, ki ga žival izloči v obrambi pred napadom plenilca, vendar pa ne moti muh vrste T. pennipes. Feromon, ki ga izločajo samci stenic, naj bi celo privabljal zajedavske muhe, saj je delež okuženih samcev zelene smrdljivke večji od deleža okuženih samic.
Ugotavljajo tudi, da je po ZDA očitno razširjenih več biotipov ali kriptičnih (še neprepoznanih) vrst, ki zajedajo različne gostitelje. V severni Kaliforniji je razširjen biotip, ki zajeda stenice vrste Largus succinctus, ne zajeda pa stenic vrste Anasa tristis. V poizkusu so znanstveniki zbrali muhe vrste T. pennipes po njivah države New York in jih izpustili na njive v Kaliforniji. Izpuščene muhe so takoj poiskale stenice in jih zajedle ter vzpostavile stalno populacijo. Kasneje so jajčeca našli na 50 % stenic v naravi. Še vedno sicer ni znano, kako učinkovit je ta biološki nadzor škodljivca. Na južni populaciji zelenih smrdljivk je odstotek okuženosti med 80 % in 93 %, pa vendar učinkovitost zajedavskih muh ni visoka, saj se okužene živali še naprej razmnožujejo. Znanstveniki so ugotovili, da je veliko bolj učinkovit nadzor nad stenicami, če je okužena nimfa stenice, saj le-ta pogine preden doseže spolno zrelost.